# Microrregión de Itapetinga
La microrregión de Itapetinga es una de las  microrregiones del estado brasileño de la Bahia perteneciente a la Mesorregión del Centro-sur Baiano. Su población fue estimada en 2005 por el IBGE en 229.372 habitantes y está dividida en nueve municipios. Posee un área total de 11.387,896 km².

## Municipios
- Encruzilhada
- Itambé
- Itapetinga
- Itarantim
- Itororó
- Macarani
- Maiquinique
- Potiraguá
- Ribeirão do Largo

- Datos: Q2466064